# 气旋马拉
特强气旋风暴马拉（联合台风警报中心编号：02B）是2006年北印度洋气旋季的一个发生于孟加拉湾的热带气旋，美国联合台风警报中心认为它的最大持续风速曾达到120节，属于萨菲尔-辛普森等级中的四级，一度是孟加拉湾有史以来最强烈的被命名的气旋。

## 發展過程
在4月24日，一低氣壓於孟加拉海中部形成。4月25日，印度氣象部門將它升格為氣旋風暴，並將它命名為Mala。它迅速增強，很快便達到非常強烈氣旋風暴強度。4月29日，它登陸緬甸並迅速消散。

## 影響
马拉以185公里每小时的强度登陆缅甸，造成至少22人死亡，損失約670萬美元。